# Chapelle de la Trinité de Lanvénégen
Pour les articles homonymes, voir Chapelle de la Trinité.
La chapelle de La Trinité est située  dans la commune de Lanvénégen dans le Morbihan.

## Historique
La chapelle de La Trinité fait l’objet d’une inscription au titre des monuments historiques depuis le 10 février 1948.
La chapelle a été construite au XVIIe siècle. Inscription et dates lues sur la porte de la sacristie disparue en 1950 : 

« DU REGNE DE JEAN DROUALLEN, FABRIC FUT FAIC... LES PORTES DE CEANS L'AN 1665. »

La chapelle a été incendiée  par malveillance en 1948. La toiture a été refaite en 2021.

## Description

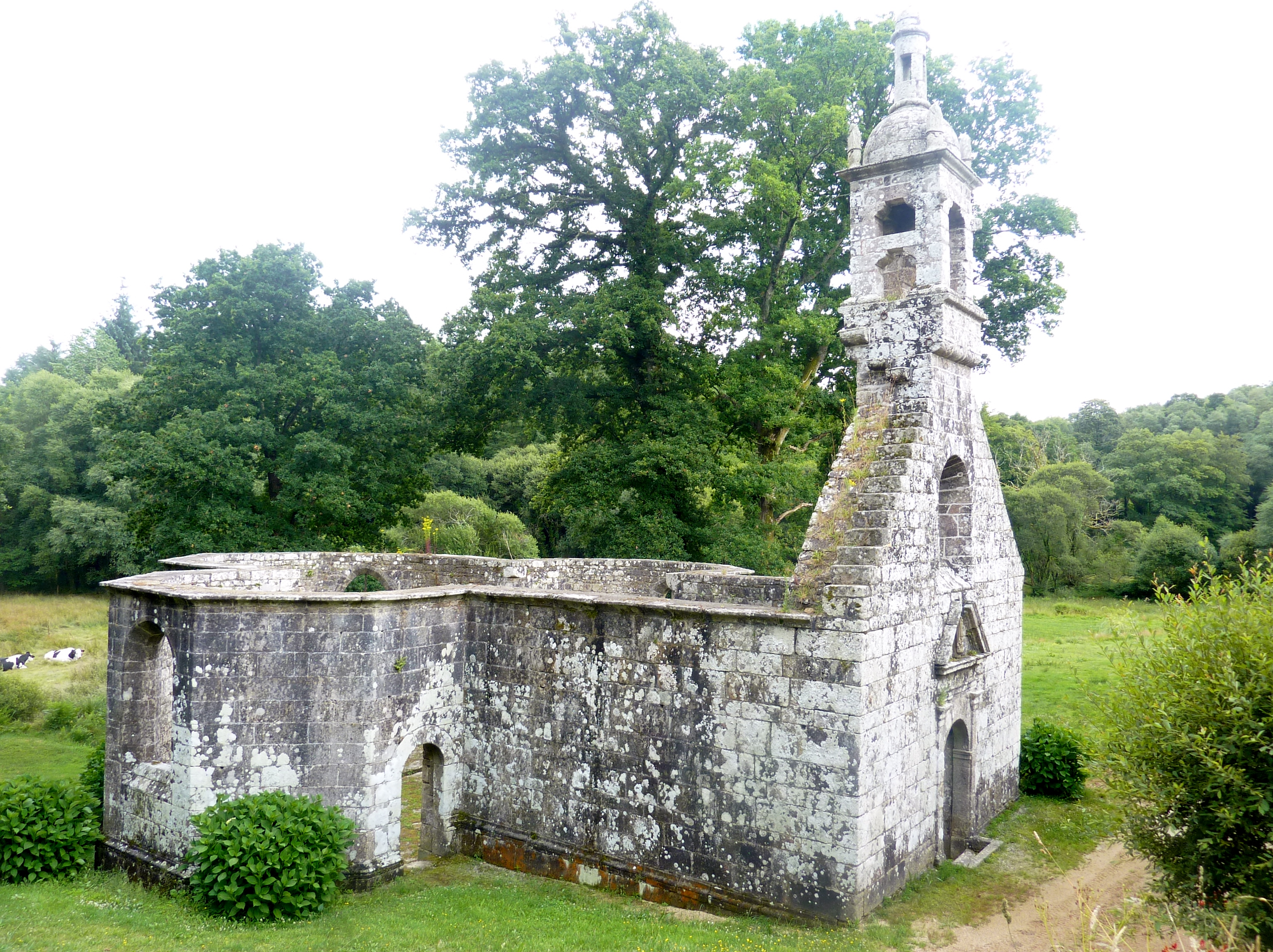
La chapelle de la Trinité : vue extérieure d'ensemble depuis le nord.
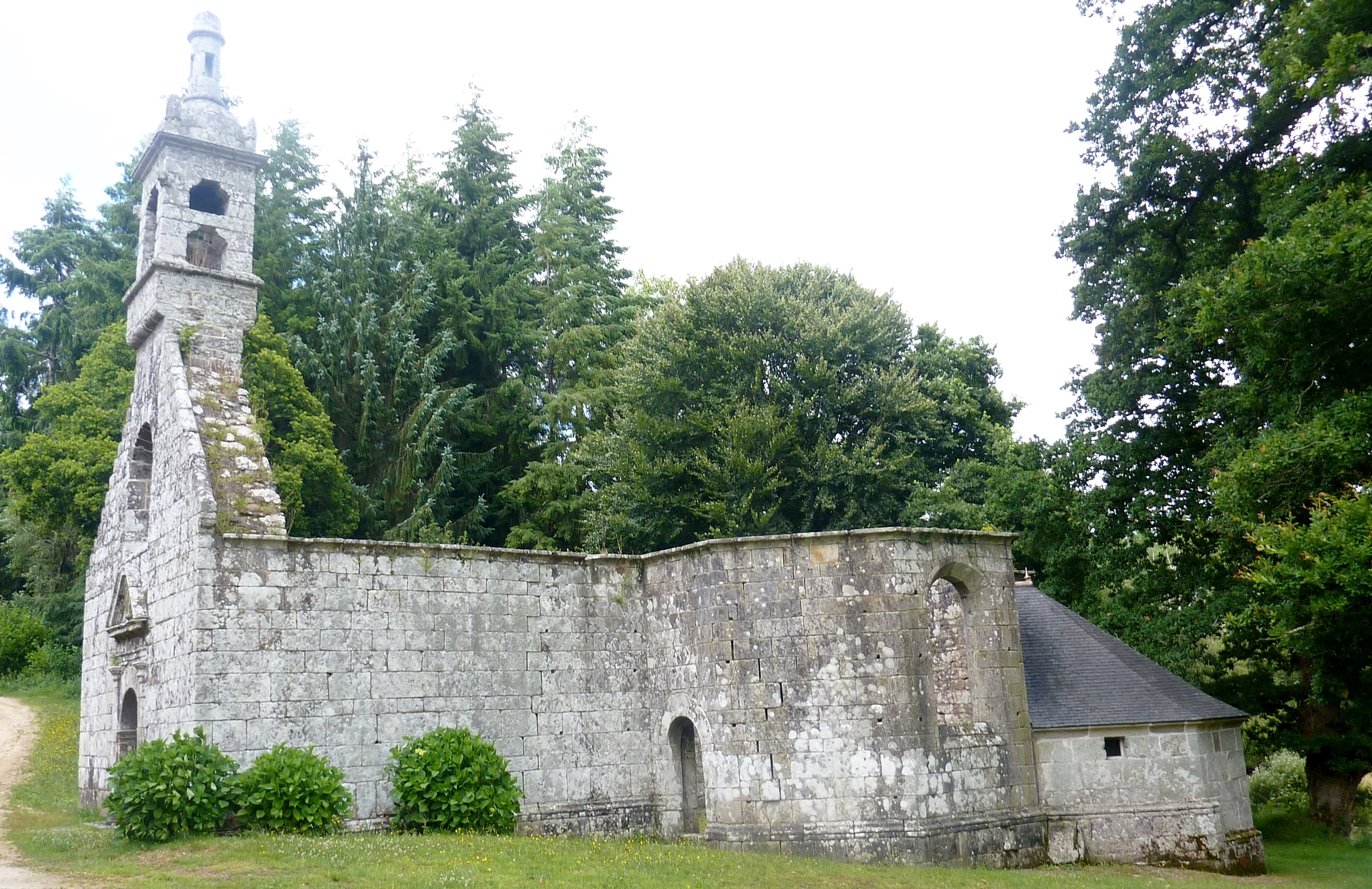
La chapelle de la Trinité : vue extérieure d'ensemble depuis le sud.
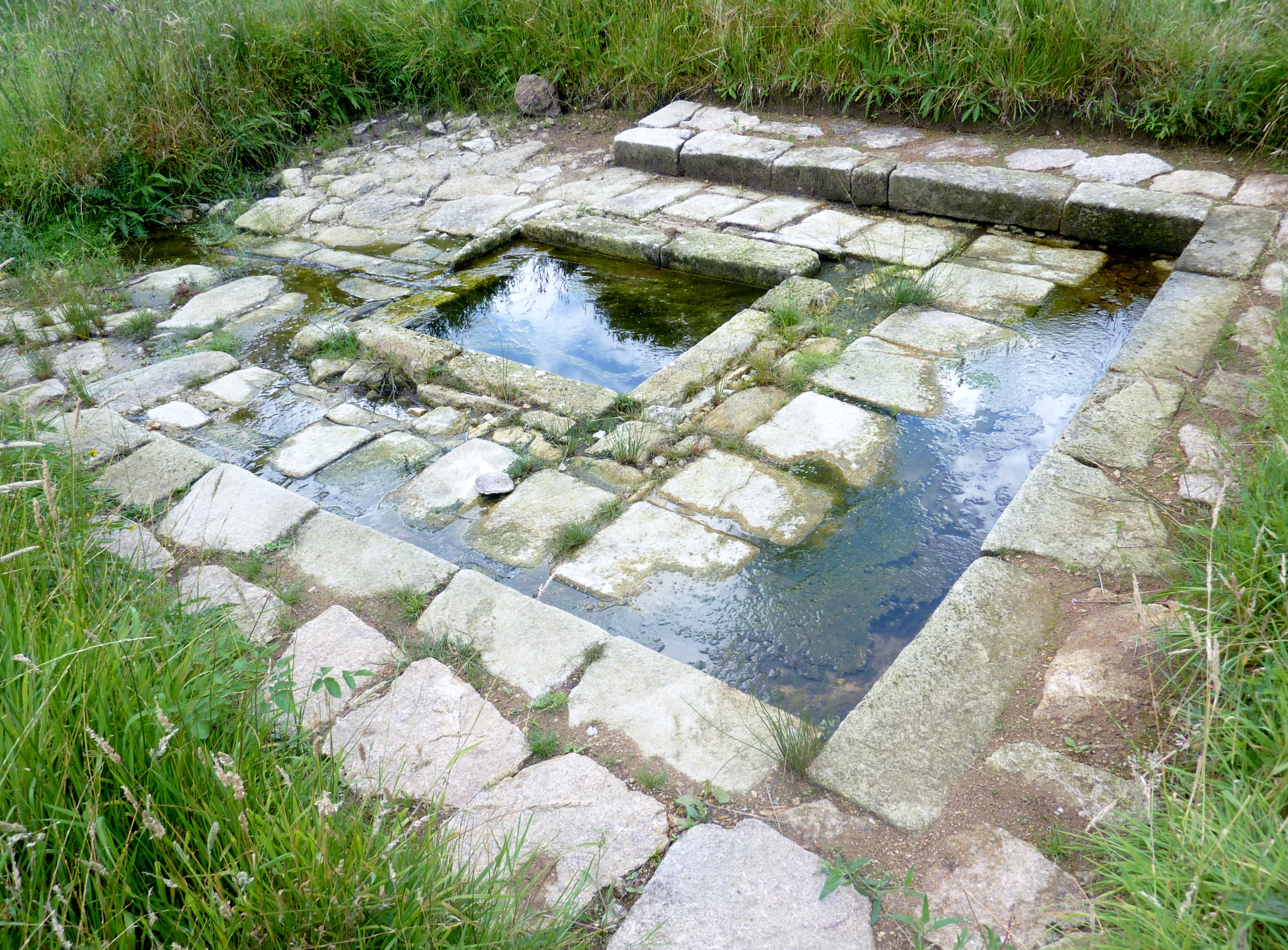
La fontaine de dévotion située à proximité de la chapelle de la Trinité.

Plan en forme de croix latine. Nef, transept et chœur à vaisseau unique de même hauteur. Mur pignon occidental épais surmonté d'un clocher accessible par le rampant Nord. La toiture et la statuaire ont entièrement disparu. Le mobilier est constitué de deux autels en granite. À proximité de la chapelle se trouve une fontaine.

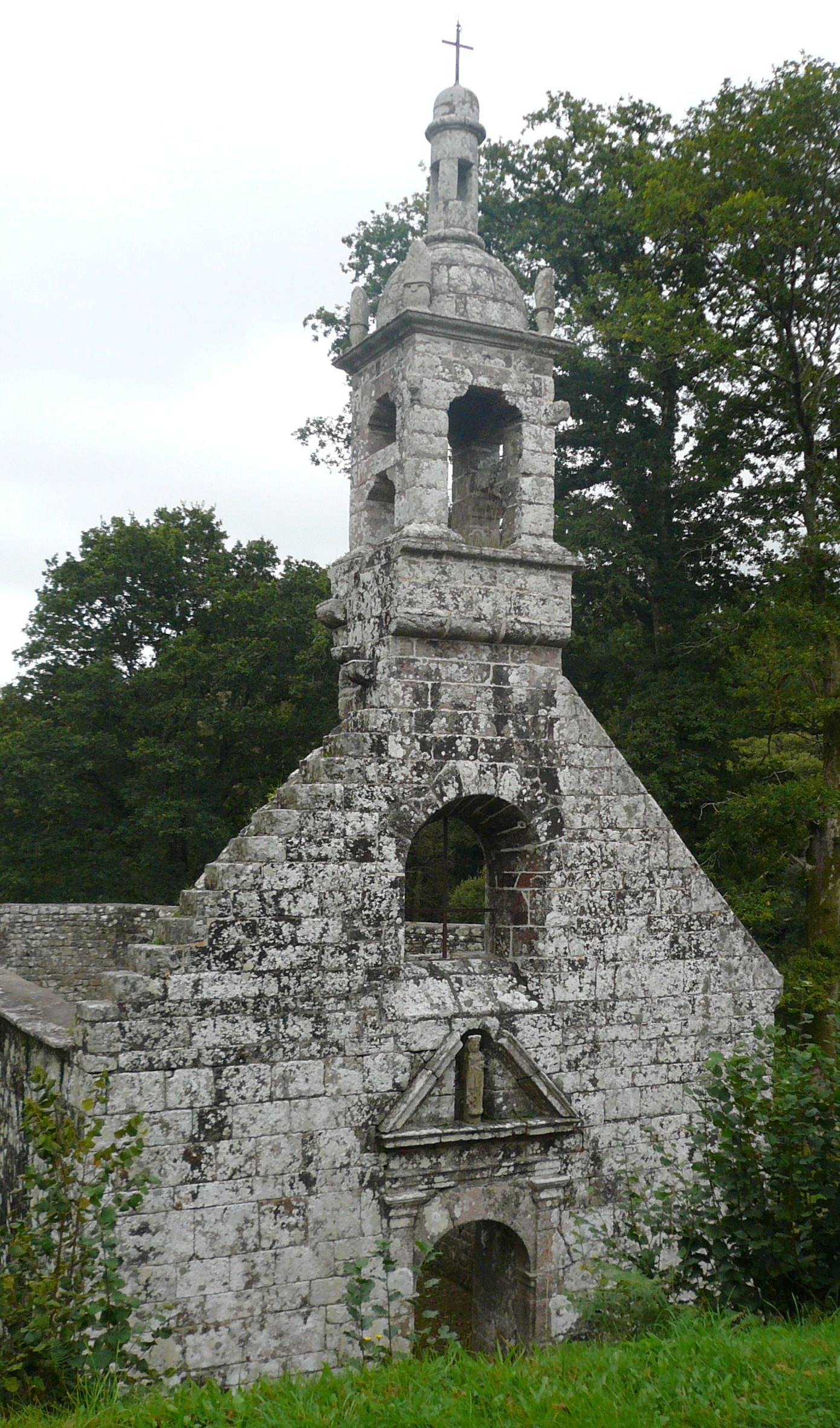
Façade occidentale de la chapelle de la Trinité